# Omphalius
Omphalius là một chi ốc biển, là động vật thân mềm chân bụng sống ở biển trong họ Turbinidae, họ ốc xà cừ.

## Các loài
Các loài trong chi Omphalius gồm có:
- Omphalius rusticus (Gmelin, 1791)[2]